# Albie

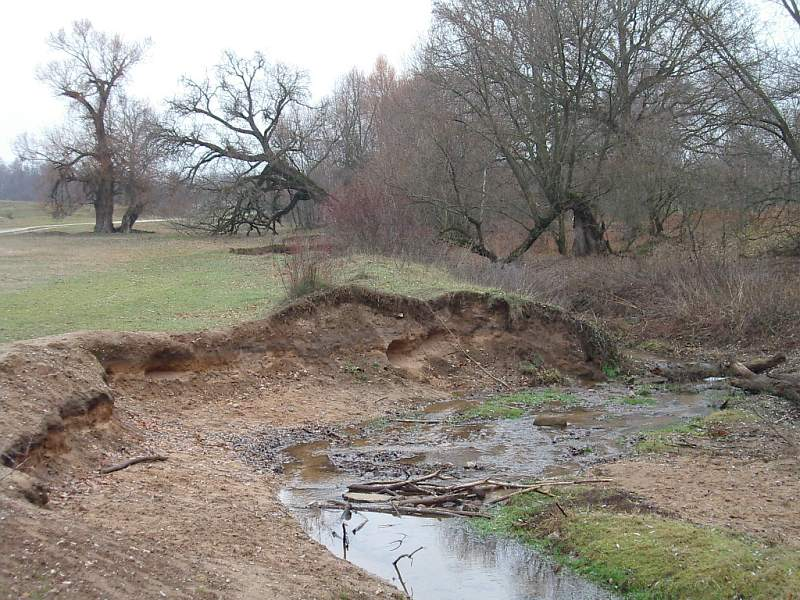
Albia unui pârâu

Albia este partea unei văi prin care curge, permanent sau temporar, apa unui râu. Ea se compune din:
- albia minoră – partea cea mai joasă a văii prin care apa curge permanent sau cea mai mare parte a anului, respectiv suprafața de teren ocupată permanent sau temporar de apă, care asigură curgerea nestingherită, din mal în mal, a apelor la niveluri obișnuite, inclusiv insulele create prin curgerea naturală a apelor. În profil transversal se pot deosebi malurile ce o despart de albia majoră și talvegul (canalul de etiaj). Canalul de etiaj oscilează în cadrul albiei minore, mersul său coincizând de obicei cu firul apei sau talvegul (linia celor mai mari adâncimi și viteze sau linia care unește punctele cele mai coborâte din lungul patului râului). Nivelele de etiaj reprezintă media nivelelor minime. Albia minoră mai poartă și denumirile de matcă, pat, făgaș sau vad.
- albia majoră – porțiunea de teren mai ridicată din valea naturală a unui curs de apă, acoperită de ape numai în timpul nivelelor mari și al viiturilor. Albia majoră mai este denumită și luncă. Termenul se referă la un complex fizico-geografic de îmbinare între apă, uscat și vegetație. În cadrul luncii se pot observa grinduri fluviatile, cursuri părăsite, mlaștini și despletiri.
- albia părăsită - este acel sector al albiei prin care nu mai are loc scurgerea apei, datorită apariției unui alt traseu.

Formarea albiilor depinde de eroziune și acumulare, de caracterul scurgerii apei, de constituirea solului, de vegetație ș.a. Forma și caracterul albiei se schimbă de-a lungul cursului râului.
În cadrul albiei, apa unui organism fluviatil exercită procese de eroziune, transport, acumulare și creează un relief specific.